# Vassula Ryden

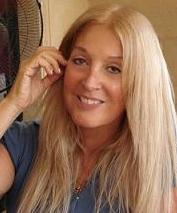
Vassula Rydén

Vassula Rydén, właśc. Vassiliki Claudia Pendakis (ur. 18 stycznia 1942 w Kairze  – zm. 25 września 2024)  – mistyczka chrześcijańska, która twierdziła, że przyjmowała, a następnie przekazywała orędzia skierowane do wszystkich ludzi na ziemi, zatytułowane Prawdziwe Życie w Bogu.

## Życiorys

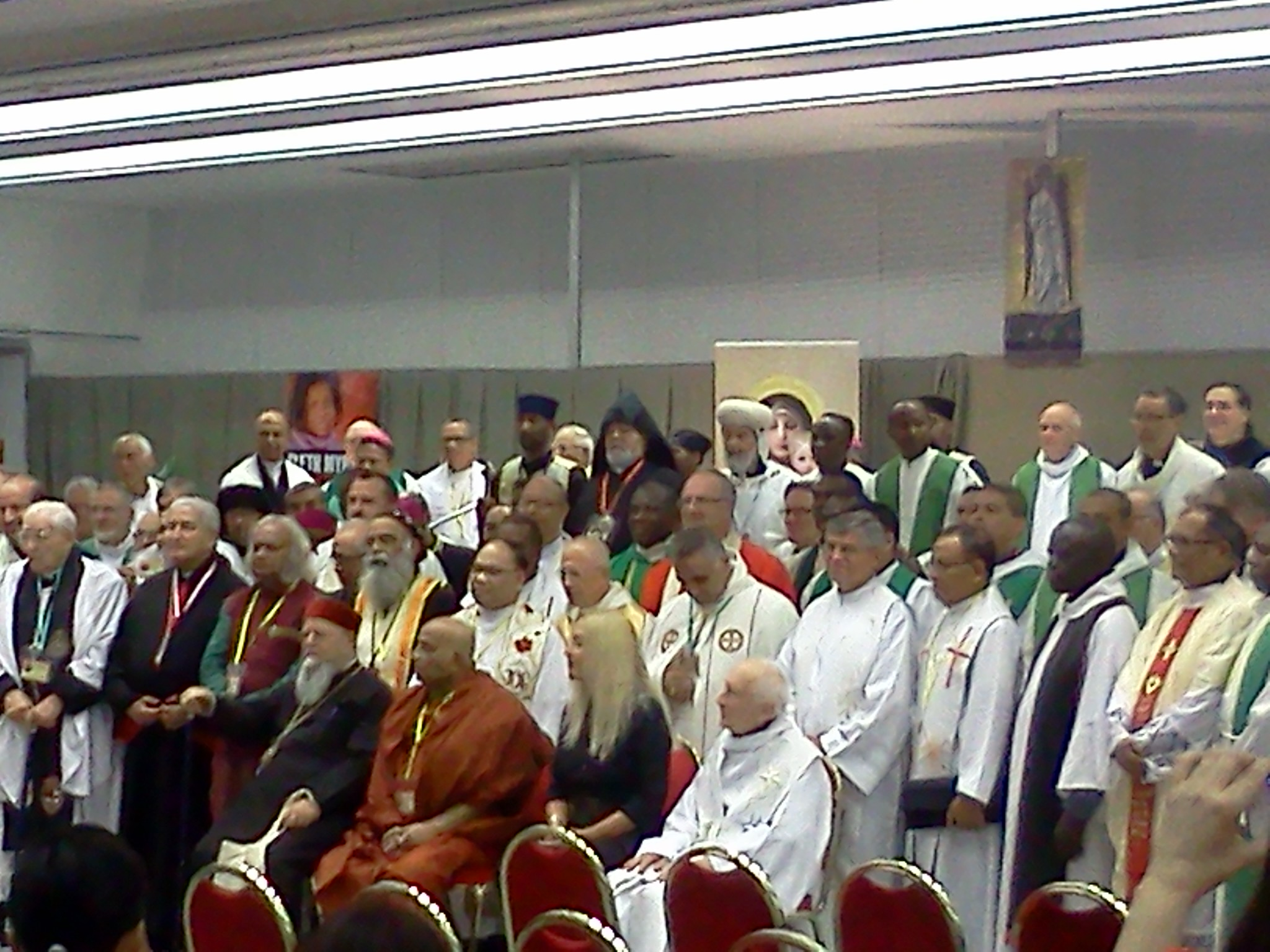
Vassula Rydén w Rzymie (2015)

Urodziła się w Kairze 18 stycznia 1942 roku w prawosławnej greckiej rodzinie. W 1966 w szwajcarskiej Lozannie wyszła za mąż za luteranina. W czasie tego małżeństwa w latach 1971 i 1976 urodziła dwóch synów. Po opuszczeniu jej przez męża wzięła rozwód w listopadzie 1980, który został zgodnie z prawem jej Kościoła uznany za usprawiedliwiony i całkowitą winą obarczał jej męża. Tym samym w czerwcu 1981 ponownie wyszła za mąż za Szweda, luteranina Pera Rydéna. Była poliglotką, a jej głównym językiem był angielski.
Nawróciła się w 1985 r., jak twierdziła, za sprawą wewnętrznych natchnień w postaci pouczeń od Jezusa Chrystusa, Boga Ojca, Ducha Świętego, Matki Najświętszej oraz św. Michała Archanioła i zapisuje je jak dyktanda w języku angielskim. Zapisała w ten sposób 110 zeszytów. Jej książki przetłumaczono na 48 języków, w tym na japoński i arabski. Spotykając się z ludźmi, mówiła o swoim doświadczeniu Boga, o nawróceniu. W prezentowanej przez nią doktrynie, tj. w otrzymanych orędziach, znajdują się treści nauczania Kościoła katolickiego, przedstawione prostym językiem, m.in. nawoływanie do zjednoczenia Kościoła pod przewodnictwem papieża, do odnowy czci dla Eucharystii oraz do dążenia do zjednoczenia chrześcijan wokół jednego ołtarza, otoczenia nabożeństwem Matki Bożej. Jedność daty Wielkanocy (świętowanej obecnie w różnych dniach przez różne kościoły chrześcijańskie) ma być kluczem do uzyskania pełnej jedności Kościoła Chrystusowego.
Na początku lat 90. przekazała Tadeuszowi Rydzykowi środki na postawienie pierwszego masztu nadawczego Radia Maryja.

## Stanowisko Kościoła katolickiego

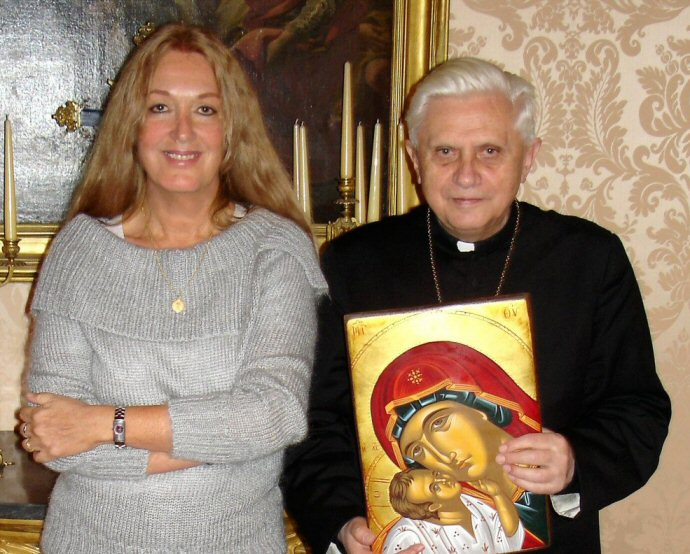
Vassula Rydén i Joseph Ratzinger (2004)

Watykańska Kongregacja Nauki Wiary sporządziła dwa dokumenty dotyczące Vassuli Rydén, skierowane do przewodniczących konferencji biskupich. Pierwszy, opublikowany 6 października 1995, stanowił odpowiedzi na pytania duszpasterzy dotyczące oceny działalności mistyczki, zwracał uwagę na niejasny język objawień, na obecne w jej pismach treści, określane mianem millenaryzmu, a także – budzące u niektórych zastrzeżenia – przystępowanie Rydén do sakramentów w trakcie liturgii w Kościele katolickim, sprawiające problemy ekumeniczne, jako że była ona wyznania prawosławnego. Autor noty – ówczesny prefekt Kongregacji Nauki Wiary, kardynał Josef Ratzinger – stwierdził, że „trzeba nie tylko zwrócić uwagę na podejrzany charakter zewnętrznych form, w jakich dokonują się owe rzekome objawienia, ale także podkreślić zawarte w nich pewne błędy doktrynalne”. Niejasny język teologiczny obecny w wypowiedziach Rydén może jego zdaniem prowadzić do pomieszania właściwych imion i funkcji Boskich Osób. Korespondencja pomiędzy Kongregacja Nauki Wiary a Rydén została opublikowana w 2005 r. pod tytułem „Prawdziwe życie w Bogu. Wyjaśnienia z Kongregacją Nauki Wiary”, przedstawionym kilku konferencjom episkopatów.

Zważywszy na to, że mimo pewnych aspektów pozytywnych ogólny rezultat działalności Vassuli Rydén jest negatywny, Kongregacja wzywa biskupów, aby należycie pouczyli swoich wiernych oraz by na terenie swoich diecezji nie dopuszczali do rozpowszechniania jej idei. Apeluje także do wszystkich wiernych, aby nie uznawali pism i wypowiedzi pani Vassuli Rydén za nadprzyrodzone oraz by zachowali czystość wiary, którą Chrystus powierzył Kościołowi.

Zwolennicy Vassuli Rydén utrzymują, że Watykan nie zwrócił uwagi na to, iż Rydén postępuje zgodnie z zaleceniami soboru watykańskiego II w odniesieniu do przedstawicieli Kościołów wschodnich. Podstawą prawną jej postępowania był kanon 844 §3 Kodeksu prawa kanonicznego. Kodeks ten podpisany został przez Jana Pawła II 25 stycznia 1983. Po opublikowaniu tej noty Jan Paweł II polecił Kongregacji sformułować dokument o Badaniu prawowierności nauki, który wyznaczył odtąd ściśle określone reguły kontaktu Kościoła z autorami, których pisma wymagają teologicznych wyjaśnień. Jan Paweł II zaaprobował ten dokument 30 maja 1997.
Kościół katolicki potwierdził swoje negatywne stanowisko wobec autorki w opublikowanym 29 listopada 1996 oficjalnym komunikacie dla prasy, a także w liście otwartym dla Przewodniczących Episkopatów z 25 stycznia 2007.
Kolejny dokument to obszerny dialog, opublikowany w 2004 r., podjęty przez prefekta Josepha Ratzingera. Czytamy w nim, że Vassula Rydén: „dostarczyła stosownych wyjaśnień dotyczących swej sytuacji małżeńskiej jak i odnoszących się do pewnych trudności, które we wspomnianej nocie (1995) były wysunięte pod adresem jej pism i jej uczestnictwa w sakramentach”. Orzeczenie to stanowiło echo wcześniejszych wypowiedzi kardynała o Rydén, m.in. w Meksyku, gdzie 9 maja 1996 oświadczył on publicznie: „Możecie nadal rozpowszechniać jej pisma, ale zawsze z rozeznaniem”.
List kard. Levady z 25 stycznia 2007 podtrzymuje negatywną opinię doktrynalną. Ponadto informuje, że Vassula Rydén w dialogu z Kongregacją wyjaśniła wiele wątpliwości, m.in. co do natury objawień, które zdają się raczej osobistymi przemyśleniami niż Bożym objawieniem. Kongregacja Nauki Wiary zaleca wiernym nadal ostrożność, a w przypadku spotkań ekumenicznych poleca stosowanie się do wskazań biskupa Kościoła, na terenie którego diecezji odbywa się spotkanie.
Na list kard. Levady Vassula Rydén odpowiedziała listem do czytelników Prawdziwego Życia w Bogu na całym świecie w sierpniu 2007, prostując m.in., że nigdy nie powiedziała i nie jest prawdą, „że orędzia nie mają charakteru nadprzyrodzonego objawienia, lecz są jedynie moimi osobistymi przemyśleniami”.

## Publikacje
- Prawdziwe Życie w Bogu (zeszyty 1–110, 14 tomów)
- Wasze modlitwy mogą zmienić świat
- Pieśń Oblubieńca
- Modlitewnik dla grup Prawdziwego Życia w Bogu